# Fusapteryx ladislai
Fusapteryx ladislai är en fjärilsart som beskrevs av Charles Oberthür 1879. Fusapteryx ladislai ingår i släktet Fusapteryx och familjen tandspinnare. Inga underarter finns listade i Catalogue of Life.